# Synodontis punu
Synodontis punu is een straalvinnige vissensoort uit de familie van de baardmeervallen (Mochokidae). De wetenschappelijke naam van de soort is voor het eerst geldig gepubliceerd in 2009 door Vreven & Milondo.